# هجوم كركوك شباط 2013
في الساعة 9:15 من صباح يوم 3 شباط 2013، وقع تفجير انتحاري بشاحنة مفخخة في كركوك، شمال العراق. فجر الانتحاري نفسه بالقرب من مدخل جانبي لمقر شرطة المدينة، ودمر جزءًا من مكتب حكومي قريب، وخلّف حفرة كبيرة في الشارع. قُتل متمردون مسلحون ببنادق AK-47، وقنابل يدوية وأحزمة ناسفة، متنكرين في زي ضباط شرطة، على أيدي الحراس أثناء محاولتهم اقتحام مبنى الشرطة. وذكرت الشرطة أن 33 شخصًا قتلوا، بينهم 12 موظفًا بمكتب حكومي. وذكرت المصادر الطبية أن عدد القتلى 16. أُصِيب حوالي 90 شخصًا آخر. ووقعت العديد من الهجمات الكبرى الأخرى في كركوك، بما في ذلك في 2007 و2009 وكانون الثاني 2013 ونيسان 2013 وكانون الأول 2013 و2016 و2019. وحدثت انتفاضة في 1991، وكذلك معارك في 1733 و2014 و2015 و2016 و2017.